# Valeri Polyakov
Valeri Vladimirovich Polyakov (em russo:  Валерий Владимирович Поляков, nascido como  Valeri Ivanovich Korshunov, Tula, 27 de abril de 1942 – Moscou, 7 de setembro de 2022) foi um cosmonauta russo. Ele continua o detentor do recorde de maior permanência contínua no espaço, ficando abordo da Mir por mais de 14 meses (437 dias e 18 horas) durante uma única viagem. Sua experiência em missões espaciais acumula mais de 22 meses.
Selecionado como cosmonauta em 1972, Polyakov realizou seu primeiro voo na Soyuz TM-6 em 1988. Ele retornou à Terra 240 dias depois abordo da TM-7. Polyakov realizou seu segundo voo entre 1994-1995, ficando 437 dias no espaço entre o lançamento da Soyuz TM-18 e o pouso da Soyuz TM-20, marcando o recorde de maior tempo contínuo passado no espaço por qualquer indivíduo na história humana.

## Juventude
Polyakov nasceu em Tula, URSS, no dia 27 de abril de 1942. Nascido como Valeri Ivanovich Korshunov, Polyakov legalmente mudou seu nome ao ser adotado por seu padrasto em 1957. Ele foi educado na Escola Secundária Nº4 em Tula, onde se formou em 1959.
Ele entrou no Instituto Médico de Moscou I. M. Sechenov 1º, onde realizou seu doutorado. Depois, ele entrou no Instituto de Problemas Médicos e Biológicos, no Ministério de Saúde Pública, em Moscou, onde se especializou em medicina astronáutica. Polyakov dedicou-se ao campo de medicina espacial em 1964, após o voo do primeiro médico, Boris Yegorov, na Voskhod 1.

## Carreira como cosmonauta

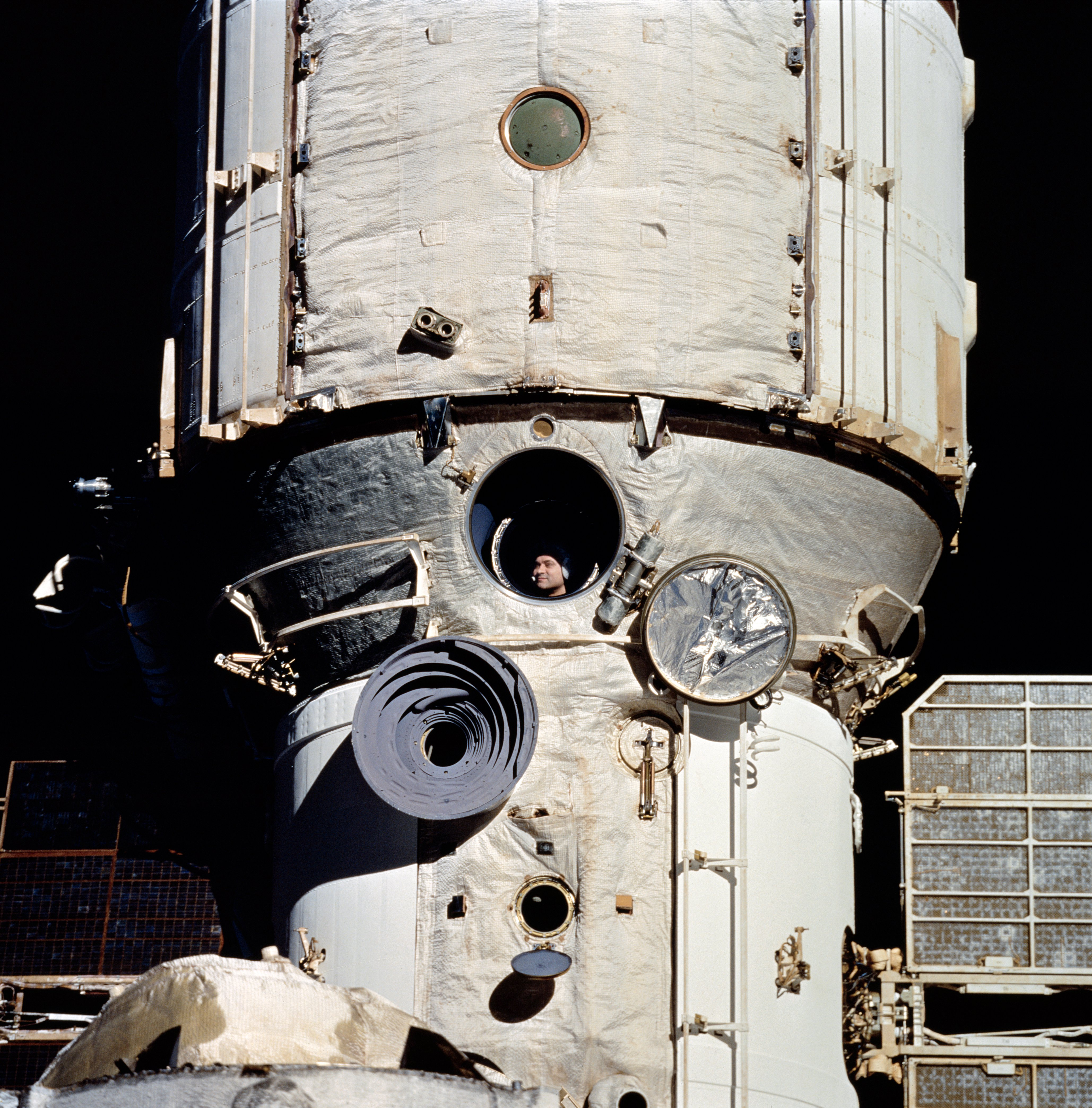
Polyakov observa as manobras de encontro do Discovery (STS-63), através de uma janela do Módulo Principal da Mir em fevereiro de 1995.

Polyakov foi selecionado como cosmonauta pelo Grupo Médico 3 no dia 22 de março de 1972. Seu primeiro voo ocorreu na Soyuz TM-6 em 1988. Após ficar na Mir realizando pesquisas científicas por 240 dias, Polyakov retornou na Soyuz TM-7.
Seu segundo voo espacial, o mais longo da história, começou no dia 8 de janeiro de 1994 com o lançamento da Soyuz TM-18. Passou 437 dias a bordo da Mir realizando experimentos e pesquisas científicas. Durante o voo, ele completou 6927 órbitas ao redor da Terra. No dia 9 de janeiro de 1995, após 366 dias no espaço, Polyakov formalmente quebrou o recorde de duração anteriormente feito por Vladimir Titov e Musa Manarov seis anos antes. Ele retornou para a Terra na Soyuz TM-20 no dia 22 de março de 1995. Ao pousar, Polyakov optou por não ser carregado pelos poucos metros entre a cápsula Soyuz e uma cadeira nas proximidade, escolhendo andar esta curta distância. Ao fazer isso, ele desejou provar que os seres humanos poderiam ser fisicamente capazes de andar na superfície de Marte após um longo voo.
Polyakov se voluntariou para o seu voo de 437 dias para saber como o corpo humano responderia num ambiente de microgravidade numa missão de longa duração até Marte. Ao retornar de seu segundo voo, Polyakov tinha o recorde de maior tempo acumulado em missões espaciais. Este recorde foi posteriormente quebrado por Sergei Avdeyev e é atualmente detido por Gennady Padalka. Os dados de seu voo foram usados por pesquisadores para determinarem que os seres humanos são capazes de ter um estado de saúde mental saudável durante uma missão de longa duração, da mesma forma que ocorreria na Terra.
Polyakov passou por exames médicos antes, durante e depois do voo. Ele também passou por dois exames seis meses após seu retorno. Quando os pesquisadores compararam os resultados, foi revelado que apesar de não ter havido problemas em suas funções cognitivas, Polyakov sofreu um declínio claro no humor, como também uma sensação de aumento de trabalho durante as primeiras semanas da missão e o seu retorno à Terra. Seu humor se estabilizou em níveis antes do voo entre o segundo e décimo quarto mês de missão. Foi também revelado que Polyakov não sofreu nenhum problema de performance prolongado após seu retorno. Em luz desses achados, os pesquisadores concluíram que um humor estável e funcionamento geral podem ser mantidos em missões de longa durações, tais como numa missão tripulada a Marte.

### Missões
- Soyuz TM-6/Soyuz TM-7 - 29 de agosto de 1988 até 27 de abril de 1989: 240 dias, 22 horas e 34 minutos.[1]
- Soyuz TM-18/Soyuz TM-20 - 8 de janeiro de 1994 até 22 de março de 1995: 437 dias, 17 horas e 58 minutos.[1]

## Vida pessoal e morte
Polyakov se aposentou como cosmonauta em junho de 1995, com um total de 678 dias no espaço. Ele participou do experimento SFINCSS-99 (Simulação de Voo de uma Equipe Internacional na Estação Espacial) em 1999. Foi o Diretor Adjunto do Ministério da Saúde Pública em Moscou, onde supervisionou os aspectos médicos de missões espaciais de longa duração. Foi membro da Comissão Médica Principal da Rússia, participando na qualificação e seleção dos cosmonautas. Ele também foi membro da Associação Internacional de Pesquisadores Espaciais e na Academia Internacional de Astronáutica. Polýakov é casado e tem um filho.
Desde seu retorno, Polyakov continuou ativo na disciplina de voos espaciais internacionais, tornando-se um "cosmonauta investigador" para os Estados Unidos, Áustria, Alemanha e França durante suas missões na Mir.
Em 19 de setembro de 2022, Roscosmos divulgou a morte de Polyakov, tendo falecido no dia 7 de setembro de 2022.

## Legado
Polýakov recebeu diversos prêmios devido a suas realizações acadêmicas e espaciais, incluindo o de Herói da União Soviética, Herói da Federação Russa, Ordem de Lenin, Ordem da Legião de Honra e a Ordem de Parasat. Ele foi membro de organizações relacionadas com astronáutica, incluindo a Comissão Médica Principal da Rússia na certificação de cosmonautas.
Polyakov detém o título de "Piloto-Cosmonauta da URSS" e publicou diversos trabalhos relacionados com ciências da vida, aspectos médicos das missões espaciais e os resultados de pesquisas realizadas em missões de longa duração.
Polyakov deteve o recorde de maior tempo acumulado no espaço, 678 dias no decorrer de duas missões, até ser ultrapassado em 1999 pelo cosmonauta Sergei Avdeyev, com um total de 747 dias no decorrer de três missões.

## Honras e prêmios
- Herói da Federação Russa[15]
- Herói da União Soviética[15]
- Oficial da Legião de Honra (França)[3]
- Ordem de Lenin[3]
- Piloto-Cosmonauta da URSS[3]
- Prêmio Príncipe de Asturias (renomeado como Prémios Princesa das Astúrias, Espanha)[16]
- Ordem de Parasat (Cazaquistão)[3]